# Slaget ved Somme
Slaget ved Somme var en britisk-fransk offensiv under Første Verdenskrig indledt 1. juli 1916 i nærheden af Albert i Nordfrankrig med 13 britiske og fem franske divisioner. Den øverst ansvarlige på den britiske side var general Douglas Haig, som i modsætníng til modstanderen general Erich Ludendorff var modstander af overraskelsesmomentet i krig. Haig gik ind for nedslidning af fjenden, men det medførte i stedet nedslidning af hans egne tropper.
Efter 4½ måneders kamp, hvorunder fronten flyttedes nogle få kilometer, stabiliseredes situationen. Slagets første dag medførte det største enkeltdagstabstal (60.000 – heraf en tredjedel døde) som følge af en krigshandling i den britiske historie. Slaget var primært sat i gang for at lette presset på franskmændene ved Verdun og havde kun ringe militær betydning. De allieredes tabstal efter slaget var 420.000. Én af årsagerne til de høje tabstal var for ringe uddannelse af soldaterne. Den britiske overkommando prøvede senere at give artilleriet skylden for katastrofen. 
Undergrunden i Somme består af kridt og det betød, at skyttegrave og tunneller kunne udvikles til det perfekte. Det gjorde, at faste stillinger udrustet med maskingeværer var nærmest uindtagelige for fodfolk og kavaleri. Derfor udvikledes pansrede køretøjer. Under offensiven den 15. september anvendte briterne kampvogne for første gang i historien. 
Både de allierede og tyskerne gravede dybe kanaler, nogle gange så tæt på, at de lyttede til hinanden. Kanalerne lå ned til 100 meter under overfladen, og var fyldt med op til  100 ton dynamit. Nogle steder kan man se store søer der stammer fra de store eksplosioner.
Efter slaget ved Ancre, blev de engelske angreb på Sommefronten stoppet af vejret og de militære operationer på begge sider blev for det meste begrænset til at overleve i regn, sne, tåge, mudder og vandfyldte skyttegrave.
De engelske angreb i Ancre dalen blev genoptaget i januar 1917 og tvang tyskerne til lokale tilbagetrækninger til reservelinjer i februar, før den planlagte tilbagetrækning til Siegfriedstellung (Hindenburg Linien) begyndte i marts.

## Slaget ved Sommes to faser

### Fase 1
- Slaget ved Albert, 1–13 juli
- Slaget ved Bazentin Ryggen, 14–17 juli
- Slaget ved Fromelles, 19–20 juli

### Fase 2
- Slaget ved Delville Skoven, 14 juli – 15 september
- Slaget ved Pozières Ryggen, 23 juli – 7 august
- Slaget ved Guillemont, 3–6 september
- Slaget ved Ginchy, 9 september